# 红星农场 (福州市)
红星农场是福建省福州市的一个国有农场，属于福州市农工商（集团）总公司管理。以福州市红星农场之名列为仓山区的一个类似乡级单位。位于乌龙江畔、福州义序机场旁一个叫盘屿的地方，距市中心8公里，有公共汽车45路、25路、316路、18路、156路、165路、176路、901路直达。
历史名人有林如高（1888-1986），福州人，生前曾任福建省政协第四、五届委员，中华医学会福建分会和福建省中医学会常务理事，福建中医学院骨伤顾问，福州市中医学会和福州市林如高正骨医院名誉会长、院长。

## 行政区划
下辖以下行政区：虚拟村。或说，潘宅村、坊下村、仁山村、铁头村、下厝村、大头村、桥尾村、洋中村。